# نامزد (فیلم ۱۹۸۰)
«نامزد» (آلمانی: Der Kandidat) فیلمی در ژانر مستند به کارگردانی فولکر اشلوندورف و آلکساندر کلوگه است که در سال ۱۹۸۰ منتشر شد.